# Marcassita
La marcassita és un mineral de la classe dels sulfurs, que pertany i dona nom al grup de la marcassita.

## Característiques
La marcassita és un sulfur de ferro. És un mineral isostructural amb la safflorita, que cristal·litza en el sistema ortoròmbic i es presenta habitualment en forma de cristalls tabulars o prismàtics. De fet el seu nom prové de l'àrab marcaxita i del persa marcaxixa, els noms que es feien servir en aquestes llengües per anomenar a la pirita. És menys estable que la pirita i es pot descompondre en àcid sulfúric i sulfat de ferro. Dura, pesada, fràgil, d'exfoliació difícil, opaca amb lluïssor metàl·lica intensa en les superfícies recents. Fàcilment oxidable a l'aire, es cobreix fàcilment de taques blanques de melanterita. S'empra en la síntesi d'àcid sulfúric.
Segons la classificació de Nickel-Strunz, la marcassita pertany a «02.EA: Sulfurs metàl·lics, M:S = 1:2, amb Fe, Co, Ni, PGE, etc.» juntament amb els següents minerals: aurostibita, bambollaita, cattierita, erlichmanita, fukuchilita, geversita, hauerita, insizwaita, krutaita, laurita, penroseita, pirita, sperrylita, trogtalita, vaesita, villamaninita, dzharkenita, gaotaiita, alloclasita, costibita, ferroselita, frohbergita, glaucodot, kullerudita, mattagamita, paracostibita, pararammelsbergita, oenita, anduoita, clinosafflorita, löllingita, nisbita, omeiita, paxita, rammelsbergita, safflorita, seinäjokita, arsenopirita, gudmundita, osarsita, ruarsita, cobaltita, gersdorffita, hol·lingworthita, irarsita, jolliffeita, krutovita, maslovita, michenerita, padmaita, platarsita, testibiopal·ladita, tolovkita, ullmannita, willyamita, changchengita, mayingita, hollingsworthita, kalungaita, milotaita, urvantsevita i rheniita.

## Història
La marcassita es coneix des del Paleolític superior i, pot ser també en el Mesolític i el Neolític, on servia, com la pirita per produir foc per percussió. De fet, la baixa energia d'activació deguda a l'impacte d'una pedra dura sobre la marcassita és suficient per desencadenar la reacció exotèrmica d'oxidació (combustió) de les partícules de sofre i ferro arrencades. Aquestes partícules incandescents (espurna calenta) són immediatament captades sobre una matèria vegetal molt fina i ben airejada, de tipus esca, per formar una brasa.

## Formació i jaciments

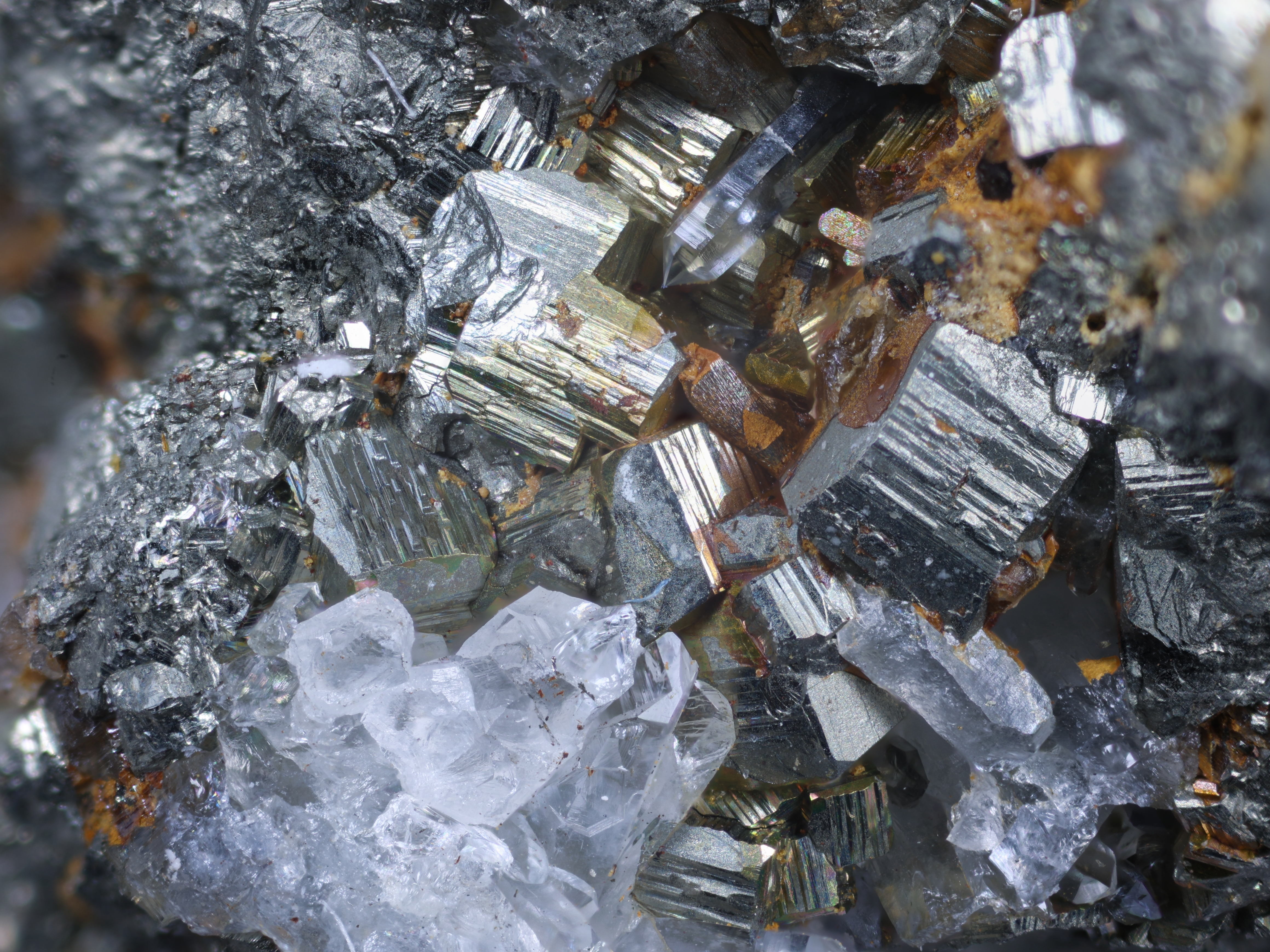
Marcassita de la pedrera Berta (El Papiol, Barcelona)

La marcassita es forma a baixa temperatura i es troba en filons hidrotermals i sediments, sovint amb sulfurs de plom i de zinc; és freqüent també en ambients sedimentaris com a precipitat químic en aigües àcides en ambient reductor.

## Grup de la marcassita
El grup de la marcassita està format per cinc espècies minerals.
| Espècie     | Fórmula |
| ----------- | ------- |
| Ferroselita | FeSe₂   |
| Frohbergita | FeTe₂   |
| Kullerudita | NiSe₂   |
| Marcassita  | FeS₂    |
| Mattagamita | CoTe₂   |
| Petřičekita | CuSe₂   |